# Sistrurus miliarius
Sistrurus miliarius är en ormart som beskrevs av Carl von Linné 1766. Sistrurus miliarius ingår i släktet dvärgskallerormar, och familjen huggormar. IUCN kategoriserar arten globalt som livskraftig.

## Utseende
Denna orm blir vanligen 40 till 55 cm lång och enstaka exemplar når en längd upp till 83,2 cm. Vid svansens slut förekommer ett cirka 3 cm långt organ som ormen skallrar med. Den gråa kroppsfärgen och de mörka fläckarna utgör ett kamouflage.

## Utbredning
Arten förekommer i sydöstra USA. Den lever i fuktiga savanner, i den fuktiga prärien, i träskmarker, vid vattenansamlingar i mera torra landskap och i buskskogar. Ormen vistas främst på marken och ibland syns den klättrande i den låga växtligheten.

## Ekologi
Sistrurus miliarius vilar vanligen i underjordiska bon som skapades av gnagare eller av sköldpaddan Gopherus polyphemus. Arten jagar olika gnagare, groddjur, ödlor och insekter. Den ligger vanligen orörlig på marken och överraskar bytet som vandrar förbi. Ungdjur använder dessutom sin gulaktiga svans som lockbete för grodor och ödlor. Allmänt har exemplar av hankön en längre svans och unga hannar har därför större jaktlycka. Ett fåtal individer jagar aktivt och de använder troligtvis lukten vid dessa tillfällen.
Arten faller själv offer för större ormar, för rovdjur, för rovlevande fåglar och för pungråttor.

## Sistrurus miliariusoch människor
Det giftiga bettet orsaker smärtor för vuxna människor men allmänt behövs bara kortvarig medicinsk behandling. Antagligen producerar en enda orm inte tillräckligt gift för att döda en vuxen människa. För barn krävs ofta övervakning på sjukhus i några dagar.

## Underarter
Arten delas in i följande underarter:
- S. m. barbouri
- S. m. miliarius
- S. m. streckeri